# 前千年王国説
前千年王国説（ぜんせんねんおうこくせつ、英: premillennialism）は、キリスト教における終末論の立場のひとつ。イエス・キリストが、黙示録20章に述べられている千年王国に先立ち、字義通り栄光の体を伴って再臨すると考えるもの。千年期前再臨説とも言う。再臨が千年王国以前に起こるという意味からこの名称で呼ばれ、後千年王国説および無千年王国説と立場を異にする。
再臨の細部とそれに関連した出来事の順序については、様々な見解に分かれるが、千年期前再臨説論者は、千年期がキリストの再臨の後、この世の終わりの前に来るという点で一致している。
千年王国について字義通りに聖書解釈をしている。黙示録20章の「千年」という数字は、実際に歴史上の一定の期間を指すと理解する。

## 歴史
- 教会の初期の3世紀間は、ローマ帝国による迫害に苦しめられていたキリスト者たちに大きな励ましと慰めをもたらすものとして、前千年王国説が最も広く受け入れられていた。エイレーナイオスやテルトゥリアーヌスなどが主張した。
- 150年頃、モンタヌス主義の過激な主張と、前千年王国説が結び付けられた。
- 聖書の寓喩的解釈法を勧めた、オリゲネスとエウセビオスは、無千年王国説を主張した。
- アウグスティヌスは最初、前千年王国説をとっていたが、この説を採る人たちの極端に反発して、この解釈から離れ、象徴的・神秘的解釈をとった。黙示録20章の「千年」というのは、キリストの初臨から再臨までの期間で、千年王国とは教会のことを指すと論じた。今日の無千年王国説である。キリストが聖徒たちと共に、地上の教会を支配するとしている。この解釈は中世全体を通じて、ローマ・カトリックの公認の見解になった。
- 中世の中で、急進的過激主義や革命運動の指導者が前千年王国説を採った。その代表が1534年のミュンスターの反乱である。
- ルターもカルヴァンも千年期の黙示的解釈については懐疑的であった。しかし、宗教改革者は聖書の文字通りの解釈を主張し、教皇を反キリストと同一視して、世の終わりが近いと主張して、聖書の預言を強調していた。
- 17世紀になると、終末論の研究が進んで、ヨーハン・ハインリヒ・オルステッドとジョウゼフ・ミードの2人の改革派神学者が前千年王国説を主張した。彼らは黙示録を象徴的、比喩的に解釈しないで、最後の審判の前に地上に神の国が樹立されると解釈した。イギリスでクロムウェルが死去して、ステュアート王朝が復興すると、前千年王国説は廃れていった。しかし、18世紀には、J・A・ベンゲルがその解釈を引き継いだ。この時期、前千年王国説に代わって、後千年王国説が台頭してきた。英国の聖書註解者ダニエル・ホウィットビットらが主張した。
- 19世紀には、再び前千年王国説が勢いを盛り返してきた。[1]この時代ディスペンセーション主義という見解が起こり、前千年王国説に新しい要素を加えることになった。
- アメリカでは南北戦争以降、ディスペンセーション主義が急速に広まっていった。しかし、カルヴァン派の神学者たちは無千年王国説をとった。また、進化思想の影響で、後千年王国説も広まっていった。
- 20世紀になると、2度の世界大戦を経て、楽観的進歩の哲学は廃れて、前千年王国説が現実をおびたものとし、注目された。
- 日本においては、1919年にホーリネス教会の指導者中田重治と無教会の内村鑑三らが、前千年王国説に基づいて再臨運動を展開し、日本の教会に広く影響を与えた。しかし、主流派の海老名弾正らは反対集会を開いて、キリストの文字通りの再臨を否定する見解を展開した。
- 太平洋戦争後は、アメリカの宣教団体によって設立されたいのちのことば社、聖書図書刊行会が、ハル・リンゼイらアメリカのディスペンセーション主義の終末論の本を翻訳出版し、日本の教会の終末観に大きな影響を与えた。また、高木慶太が「近づいている人類の破局」「これからの社会情勢と聖書の預言」等の著作で、ディスペンセーション主義の前千年王国説を説いた。

## ディスペンセーション主義の前千年王国説

Comparison of Christian millennial interpretations

ディスペンセーション主義では、ジョン・ネルスン・ダービらの解釈では、聖書全体を七つの聖約期（ディスペンセーション）に分けて、千年期を最後の七番目の、王国のディスペンセーションに結びつけた。

### 解釈法
この見解は、極端な字義通りの聖書解釈とイスラエルと教会をはっきりと区別して考える解釈に立っている。

### 主張
キリストは初臨の際に、旧約聖書のダビデに約束された、イスラエルのための王国を提供したが、ユダヤ人は、メシヤであるイエス・キリストとその王国を拒んだ。その代わりに、異邦人の時である、教会時代というものが挿入された。しかし、再臨の際に、もう一度ダビデの王国を、イスラエルのために回復して下さる。千年王国はイスラエルのための国なので、教会のそこに招かれた客である。また、患難時代は、イスラエルに下る怒りの時なので、教会は患難に会うことなく、その前に空中に携挙される患難期前携挙説をとっている。

### 支持する神学者
- ジョン・ネルスン・ダービ
- サイラス・インガスン・スコフィールド
- 高木慶太

## 歴史的前千年王国説
この見解は字義通りの解釈に立っているが、ディスペンセーション主義ほどは、字句の表面的な意味に用法にとらわれない。

### 解釈法
比喩的、象徴的にとられるべき箇所はあくまでも文章表現上の技法として理解される。例として、人の子が「雲に乗って来るのを見る」という表現は、「雲に乗って」は比喩的表現であるが、「来る」と「見る」は実際に文字通りそのことが起こると考えられる。

### 主張
歴史的前千年王国説はユダヤ民族を神の救いの計画の目的としてではなく、むしろ手段として考える。救いの計画そのものは、全人類を対象にしており、その達成の過程において、ユダヤ民族が選ばれ、特定の役割を果たしたと考える。千年王国はキリストが支配される、キリストの王国であって、ダビデの王国の回復ではない。
この世はサタンが支配している王国であって、それに対して、来るべき新天新地は天の父の御国である。その間の過渡的段階において地上にキリストの千年王国が確立される。その千年王国において信仰者が願ってきた、正義と平和の完全な実現がかなえられる。

### 支持する神学者
- リチャード・C・トレンチ（英語版）
- J・A・サイス（英語版）
- ヘンリー・シーセン（Henry Thiessen）
- メリル・テニイ
- ミラード・J・エリクソン